# Ctenotus catenifer
Ctenotus catenifer är en ödleart som beskrevs av  Storr 1974. Ctenotus catenifer ingår i släktet Ctenotus och familjen skinkar. Inga underarter finns listade i Catalogue of Life.